# Boklotteriets stipendiater 1956
Boklotteriet startade 1948 på initiativ av författaren Carl-Emil Englund. Överskottet för Boklotteriet 1955 blev cirka 260 000 kronor. Antalet lotter för Boklotteriet 1955 var 500 000. På våren 1956 var det dags att utse stipendiater.
Följande författare belönades med stipendier våren 1956:
5 000 kronor
- Victor Arendorff
- Sara Fabricius dvs Cora Sandel
- Jan Gehlin
- Karl Kihlbom
- Walter Ljungquist
- Artur Lundkvist
- Ture Nerman
- Gustav Sandgren
- Tomas Tranströmer

4 000 kronor
- Henry Peter Matthis

3 000 kronor
- Jeanna Oterdahl
- Hilding Östlund

2 000 kronor
- Gustav Adolf Adelborg
- Bengt Anderberg
- Edgar P. Andersson
- Stellan Arvidson
- Tage Aurell
- Lars Berglund
- Staffan Björck
- Walter Dickson
- Elis Elmgren
- Ingeborg Erixson
- Gunnar Edman
- Jöran Forsslund
- Gösta Forsström
- Helmer Grundström
- Lennart Josephsson
- Otto Karl-Oskarsson
- Georg Lagerstedt
- Staffan Larsson
- Knut Lånström
- Erik Müller
- Ingrid Nyström
- Gösta Pettersson
- Knut V. Pettersson
- Karl Johan Rådström
- Östen Sjöstrand
- Georg Stenmark
- Harriet Stillert
- Axel Strindberg
- Ivar Thor-Thunberg
- Anna Greta Wide
- Ivar Öhman

1 500 kronor
- Sven Bergström
- Inez Eriksson
- Fred Eriksson
- Svante Foerster
- Lars Gustav Hellström
- Ella Hillbäck
- Sandro Key-Åberg
- Hans Levander
- Hans Lidman
- Lars Lundkvist
- Evert Lundström
- Gustaf Adolf Lysholm
- Bengt Melin
- Jan Myrdal
- Vilhelm Ragnar
- Ebba Richert
- Severin Schöler
- Gösta Wedberg
- Peter Weiss

1 000 kronor
- Eva Berlin
- Carl Johan Björklund
- Bertil Bodén
- Thorsten Bohr
- Sigvard Cederroth
- Willy Kyrklund
- Helmer Linderholm
- Astrid Lindgren
- Folke Mellvig
- Axel Sireborn
- Ingvar Wahlén
- Tore Zetterholm
- Karl Otto Zamore
- Axel Österberg

Journaliststipendier
1 500 kronor vardera till
- Hans Backman
- Hans Björkegren
- Mauritz Edström

Stipendier till barn- och ungdomsförfattare
1 000 kronor
- Alf Henrikson
- Eva Hjelm
- Harry Kullman
- Lennart Nyblom (Red Top)
- Sven Rosendahl
- Edith Unnerstad

Stipendium från Arbetarnas bildningsförbund som erhållit medel från Boklotteriet
- Erik Jonsson   5 000 kronor

Stipendier från Landsbygdens stipendienämnd som erhållit medel från Boklotteriet
3333:33 kronor
- Sara Lidman
- Ragnar Oldberg
- Per Nilsson-Tannér

Stipendium från Fib:s lyrikklubb som erhållit medel från Boklotteriet
5 000 kronor
- Tomas Tranströmer

Boklotteriets stora pris Litteraturfrämjandets stora pris
25 000 kronor
- Eyvind Johnson

Boklotteriets stipendiater för övriga år finns angivna i
- 1949 Boklotteriets stipendiater 1949
- 1950 Boklotteriets stipendiater 1950
- 1951 Boklotteriets stipendiater 1951
- 1952 Boklotteriets stipendiater 1952
- 1953 Boklotteriets stipendiater 1953
- 1954 Boklotteriets stipendiater 1954
- 1955 Boklotteriets stipendiater 1955
- 1956 Boklotteriets stipendiater 1956
- 1957 Boklotteriets stipendiater 1957
- 1958 Boklotteriets stipendiater 1958
- 1959 Boklotteriets stipendiater 1959
- 1960 Boklotteriets stipendiater 1960
- 1961 Boklotteriets stipendiater 1961
- 1962 Boklotteriets stipendiater 1962
- 1963 Boklotteriets stipendiater 1963
- 1964 Boklotteriets stipendiater 1964
- 1965 Litteraturfrämjandets stipendiater 1965
- 1966 Litteraturfrämjandets stipendiater 1966
- 1967 Litteraturfrämjandets stipendiater 1967
- 1968 Litteraturfrämjandets stipendiater 1968
- 1969 Litteraturfrämjandets stipendiater 1969
- 1970 Litteraturfrämjandets stipendiater 1970
- 1971 Litteraturfrämjandets stipendiater 1971
- 1972 Litteraturfrämjandets stipendiater 1972